# Callogobius tanegasimae
Callogobius tanegasimae är en fiskart som först beskrevs av Snyder, 1908.  Callogobius tanegasimae ingår i släktet Callogobius och familjen smörbultsfiskar. Inga underarter finns listade.